# Disraeli Gears
Disraeli Gears é o segundo álbum da banda inglesa Cream, lançado em 1967, e que tem com destaques as canções "Strange Brew", "Sunshine of Your Love" e "Tales of Brave Ulysses". No ranking de 500 melhores álbuns de todos os tempos organizado pela revista Rolling Stone, o álbum Disraeli Gears aparece na entrada nº 114.

## História
Para o segundo álbum o Cream chamou o produtor Felix Pappalardi, ajudando a adicionar psicodelia ao som da banda.

## Faixas
1. "Strange Brew"
2. "Sunshine of Your Love"
3. "World of Pain"
4. "Dance the Night Away"
5. "Blue Condition"
6. "Tales of Brave Ulysses"
7. "S.W.L.A.B.R." (She Was Like A Bearded Rainbow)
8. "We're Going Wrong"
9. "Outside Woman Blues"
10. "Take It Back"
11. "Mother's Lament"

## Recepção e crítica
| Críticas profissionais | Críticas profissionais |
| Avaliações da crítica  | Avaliações da crítica  |
| Fonte                  | Avaliação              |
| ---------------------- | ---------------------- |
| Allmusic               | [ 2 ]                  |

O crítico do Allmusic.com, Stephen Thomas Erlewine, considerou o álbum como um dos principais de Rock pesado dos Anos 60. Stephen disse: "No segundo álbum o Cream foi de encontro a psicodelia, saindo da imagem de improvisadores de Blues do primeiro álbum. Assim, a banda se torna um power trio massivo e inovador. O Blues continua presente em Disraeli Gears, mas é "filtrado" em cores saturadas."
O álbum aparece na publicação 500 Greatest Albums of All Time, da Revista Rolling Stone, na 112ª posição.